# Eustalomyia histrio
Eustalomyia histrio är en tvåvingeart som först beskrevs av Zetterstedt 1838.  Eustalomyia histrio ingår i släktet Eustalomyia och familjen blomsterflugor. Arten är reproducerande i Sverige. Inga underarter finns listade i Catalogue of Life.